# Hannity & Colmes

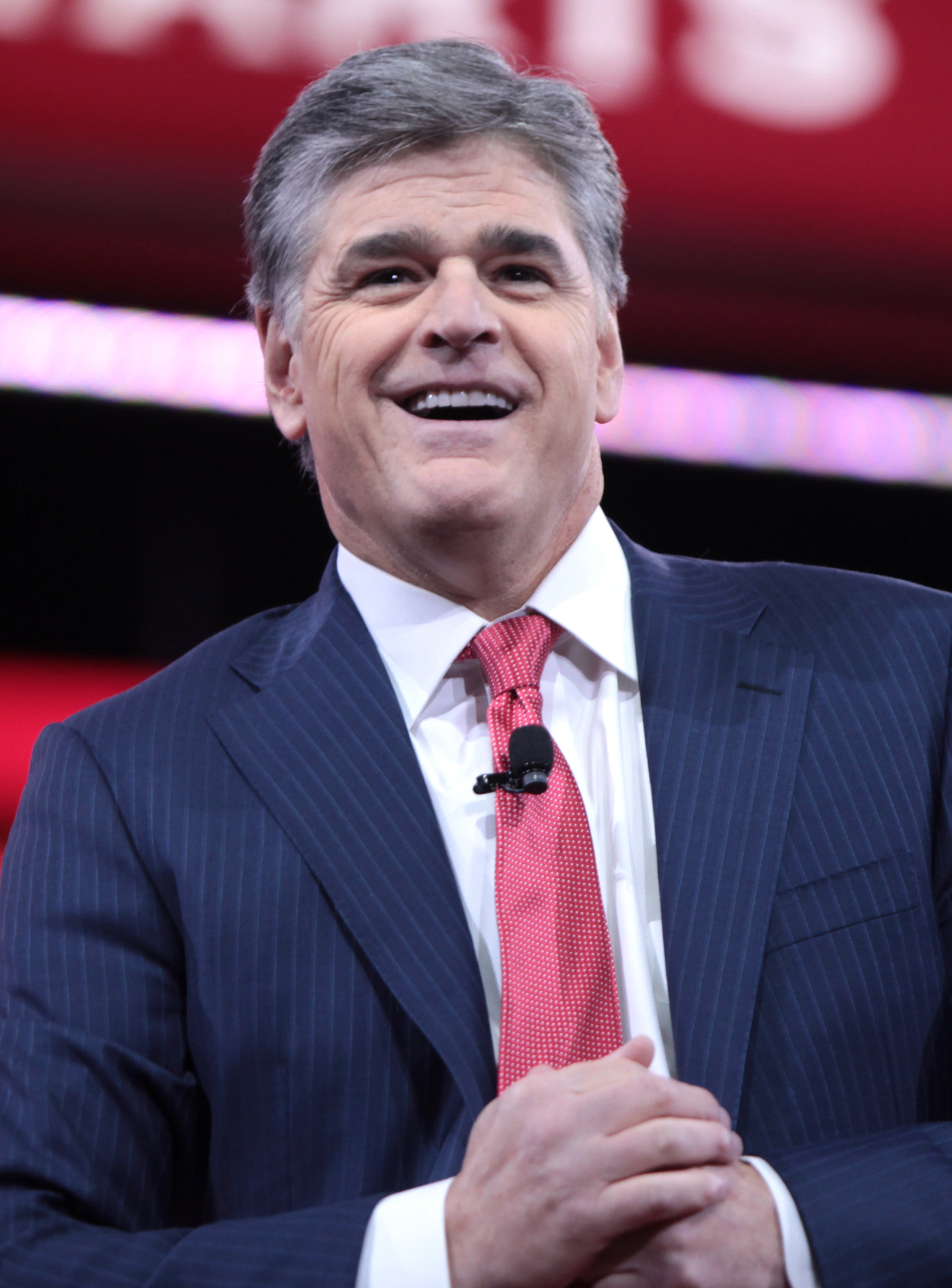
Sean Hannity (2015)

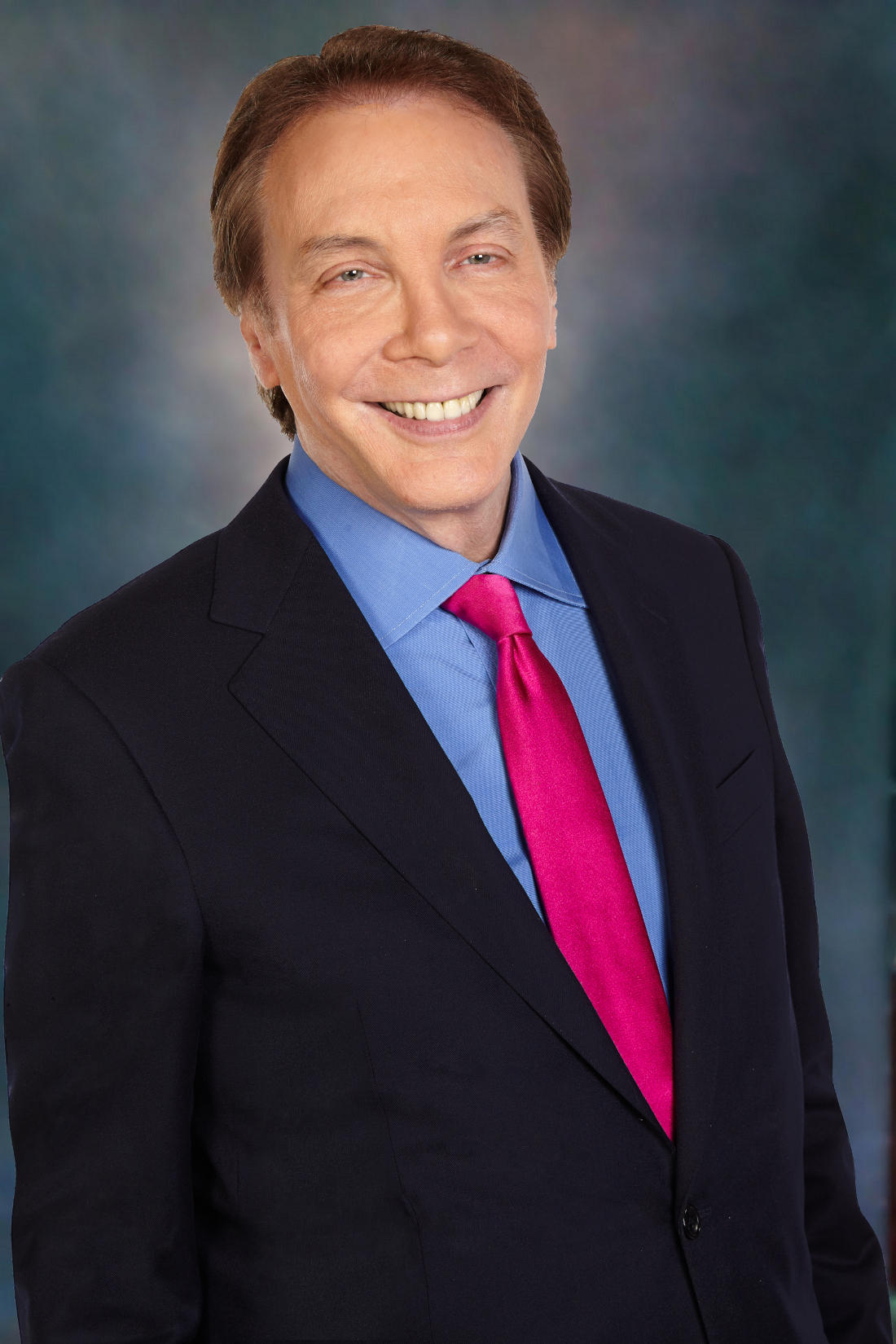
Alan Colmes (2014)

Hannity & Colmes ist eine US-amerikanische politische Talkshow des Senders Fox News Channel mit den Moderatoren Sean Hannity und Alan Colmes, die vom 7. Oktober 1996 bis zum 9. Januar 2009 produziert und ausgestrahlt wurde. In der Sendung wurden aktuelle Themen der Politik und des Zeitgeschehens diskutiert, wobei sich Sean Hannity mit konservativen und Alan Colmes mit liberalen Positionen gegenüber standen.
Am 24. November 2008 wurde bekannt, dass Alan Colmes die Sendung Ende des Jahres verlassen werde. Am 11. Dezember 2008 gab Fox News bekannt, dass Sean Hannity den Sendeplatz mit einer eigenen Sendung namens Hannity übernehmen werde, die konzeptionell seiner bislang parallel laufenden Sendung Hannity’s America entspreche.

## Gastmoderatoren
Wenn einer der beiden Moderatoren verhindert war, wurde er von einer Person ersetzt, die seine politischen Ansichten teilte. Für Sean Hannity waren das John Kasich, Al D’Amato, Monica Crowley, Newt Gingrich, Laura Ingraham, Rich Lowry, Oliver North, Michael Steele, Mark Steyn, Cal Thomas, Chuck Norris, Michelle Malkin und Don King; für Alan Colmes traten ein Bob Beckel, Susan Estrich, Harold Ford junior, Kirsten Powers und Robert B. Reich.